# Municipio de Dryden (Míchigan)
El municipio de Dryden (en inglés: Dryden Township) es un municipio ubicado en el condado de Lapeer en el estado estadounidense de Míchigan. En el año 2010 tenía una población de 4768 habitantes y una densidad poblacional de 50,85 personas por km².

## Geografía
El municipio de Dryden se encuentra ubicado en las coordenadas 42°56′15″N 83°10′27″O / 42.93750, -83.17417. Según la Oficina del Censo de los Estados Unidos, el municipio tiene una superficie total de 93.77 km², de la cual 90,49 km² corresponden a tierra firme y (3,5 %) 3,28 km² es agua.

## Demografía
Según el censo de 2010, había 4768 personas residiendo en el municipio de Dryden. La densidad de población era de 50,85 hab./km². De los 4768 habitantes, el municipio de Dryden estaba compuesto por el 97,73 % blancos, el 0,13 % eran afroamericanos, el 0,29 % eran amerindios, el 0,4 % eran asiáticos, el 0,36 % eran de otras razas y el 1,09 % eran de una mezcla de razas. Del total de la población el 1,36 % eran hispanos o latinos de cualquier raza.